# Битва при Камбре (1918)
Битва при Камбре (8—10 октября 1918 года) — сражение между британскими и германскими войсками, во время Первой мировой войны, у французского города Камбре; завершилось победой союзных войск и взятием города.

## Битва
После начала Стодневного наступления, союзным войскам удалось провести ряд успешных операций против германской армии.
8 октября началась операция по прорыву фронта у Камбре и захвату города. Немцы имели здесь 2 пехотные дивизии, при 150 орудиях, эти силы не могли сдержать наступление союзных войск. Британцы задействовали в наступлении у Камбре 324 танка, которые прорвали германскую оборону.
8 октября канадские войска, вступили в Камбре, подавляя вялое сопротивление германских войск. Оставив 3-ю канадскую дивизию на зачистку города, основные силы быстро выдвинулись на север. Однако к северу от Камбре продвижение союзных войск приостановилось.
Когда 3-я канадская дивизия вошла в город 10 октября, город был уже заброшен. 